# Jean-Pierre Thomesse
Jean-Pierre Thomesse, né le 16 octobre 1947 à Neufchâteau, est un spécialiste en génie informatique français.
En 2014, il a reçu le prix international ABB Lifetime Contribution to Factory Automation Award, pour « sa contribution à la conception du système FIP (Factory Instrumentation Protocol), sur le développement de l'automatique industrielle et l'investissement qu'il a consacré à son étude et à sa promotion. »
Officier dans l'ordre des Palmes académiques, il fait partie de l'Académie lorraine des sciences.

## Carrière
Diplômé de la faculté des sciences de Nancy, il commence sa carrière à l'École nationale supérieure d'électricité et de mécanique (ENSEM). Il passe sa thèse de troisième cycle en 1974, puis sa thèse d'État en 1980.
En parallèle à ses activités d'enseignement à l'ENSEM, il est chargé de mission au Ministère de l'industrie (1980 - 1981), puis animateur, au Ministère de la recherche, du groupe de travail qui a abouti au réseau Factory Instrumentation Protocol (FIP).
Le 3 octobre 1982 il est présent, avec d'autres comme Jean-Paul Haton, Daniel Prévot ou Gilles Tissier, à la fête organisée par l'Association amicale des anciens du centre de calcul (3A2C) pour le départ en retraite de Jean Legras.
Côté recherche, il est alors rattaché au Centre de recherche en informatique de Nancy (CRIN), dont il devient le directeur adjoint en 1994. Il participe à la création du Laboratoire lorrain de recherche en informatique et ses applications, issu de la réunion du CRIN et de l'INRIA Lorraine.
Chargé de mission valorisation à l'Institut national polytechnique de Lorraine au début de 2005, il en devient le vice-président chargé de la valorisation.
À partir du 9 juillet 2007, il est nommé délégué régional à la recherche et à la technologie pour la Lorraine.
Depuis octobre 2014, il est professeur émérite à l'université de Lorraine.